# Bunder (Kabat)
Bunder is een bestuurslaag in het regentschap Banyuwangi van de provincie Oost-Java, Indonesië. Bunder telt 3890 inwoners (volkstelling 2010).